# Columna Burillo
La Columna Burillo fue una unidad de milicias que operó al comienzo de la Guerra civil española.
Fue constituida poco después del estallido de la contienda por el comandante de Asalto Ricardo Burillo, de quien recibe su nombre, a partir de fuerzas de Asalto y milicianos. Poco después de su creación se dirigieron hacia la Sierra de Guadarrama, donde lograron conquistar el Puerto de Navacerrada. Sin embargo, durante el avance del Ejército de África hacia Madrid, los legionarios y regulares pusieron en fuga en varias ocasiones a los hombres de la Columna Burillo. Tras la conquista de Toledo por las tropas de Franco, a comienzos de octubre la columna se encontraba situada cerca de Aranjuez, con 2.000 efectivos y una docena de piezas de artillería.
A finales de 1936 la columna constituyó la base para formar la nueva 45.ª Brigada Mixta.